# Macrothele undata
Macrothele undata is een spinnensoort uit de familie Macrothelidae. De soort komt voor in China.